# Stefano Maria Manelli
Padre Stefano Maria Manelli (Fiume, 1º maggio 1933) è un religioso italiano.

## Biografia
Padre Stefano Maria Manelli nacque nel 1933 a Fiume, allora in Italia, oggi in Croazia, sesto di ventuno figli, da una coppia di cui è in corso il processo di beatificazione.
Riceve la prima comunione da padre Pio nel 1938 ed entra nel Seminario di Lecce dei Frati Minori Conventuali all’età di 12 anni nel 1945. Viene successivamente ordinato sacerdote il 30 ottobre 1955.
Nel 1960 si laurea in teologia con una tesi sull’Immacolata Concezione, presso la Pontificia Facoltà Teologica San Bonaventura di Roma. Ha insegnato teologia in diversi seminari italiani.
Dopo un lungo periodo di meditazione sugli scritti di Massimiliano Maria Kolbe, un frate francescano deceduto in un campo di concentramento nazista e successivamente canonizzato da papa Giovanni Paolo II, e sulle Fonti francescane, nel 1970 insieme a padre Gabriele Maria Pellettieri, con il permesso dei suoi superiori, inizia un percorso di rinnovamento spirituale di impronta mariana e così costituisce la prima Casa mariana presso il Santuario di Nostra Signora del Buon Consiglio in Frigento. Dopo molti anni di vita comunitaria con altri frati che ne condividevano l'impronta spirituale, nell'estate del 1990, riceve il decreto di erezione in Istituto di diritto diocesano dall'arcivescovo di Benevento su mandato del papa e successivamente nel 1998 quello di erezione in Istituto di diritto pontificio.
Nel 1982 fonda la prima comunità delle Suore Francescane dell’Immacolata, a Manila nelle isole Filippine.
Durante la festività della natività di Maria Santissima, nel 1990 nella Basilica della Santa Casa di Loreto fonda varie associazioni di laici che condividono la spiritualità francescana e mariana del movimento da lui fondato con diversi gradi di consacrazione all’Immacolata ed esattamente: i Missionari o Frati francescani dell'Immacolata con l’Atto di Consacrazione, i Missionari dell’Immacolata con voto privato, e infine i Terziari Francescani dell’Immacolata per gli adulti e la gioventù francescana per i giovani sotto i 30 anni di età. Queste associazioni sono state approvata nel 1991 dall’Arcivescovo di Benevento.
Padre Stefano Maria Manelli è stato ministro generale dei Frati francescani dell'Immacolata fino al mese di luglio 2013.